# Giải Bạch Ngọc Lan
Bạch Ngọc Lan còn được gọi là Liên hoan Phim truyền hình quốc tế Thượng Hải là liên hoan phim đầu tiên và là một trong những liên hoan Phim truyền hình lớn nhất ở Đông Á. Tổ chức từ năm 1986, Liên hoan Phim truyền hình quốc tế Thượng Hải đã trở thành một trong những liên hoan Phim truyền hình có uy tín nhất ở Châu Á, tăng cường hợp tác và tuyên truyền giữa ngành công nghiệp truyền thông Trung Quốc và thế giới.
Bạch Ngọc Lan trao giải cho cả quốc tế và nội địa thông qua bỏ phiếu bởi một ban giám khảo gồm các diễn viên, nhà sản xuất, đạo diễn và người viết kịch bản từng đoạt giải, và là giải thưởng cao quý nhất. Đây được coi là một trong những giải thưởng Phim truyền hình có uy tín nhất, cùng với giải Phi thiên và Kim Ưng . Từ năm 2004, Bạch Ngọc Lan được tổ chức hàng năm.

## Lịch sử
Năm 1986, với sự ủy nhiệm của Đại hội Nhân dân Thượng Hải, liên hoan phim diễn ra với 16 quốc gia tham gia. Không có giải thưởng trình diễn.
Năm 1988, liên hoan phim đã tạo ra giải thưởng Magnolia, được đặt theo tên loài hoa biểu tượng cho thành phố Thượng Hải. Bao gồm các hạng mục Nam diễn viên xuất sắc nhất, Nữ diễn viên xuất sắc nhất, Phim tài liệu xuất sắc nhất và Đạo diễn xuất sắc nhất. Cho đến năm 2004, giải tổ chức mỗi 2 năm một lần .
Năm 1990, các hạng mục phim hoạt hình xuất sắc nhất và Special Jury Award được trao giải. Special Jury Award ngừng trao giải vào năm 2007 .
Năm 2004, giải Magnolia đã trở thành một buổi lễ trao giải hàng năm.
Năm 2008, khái niệm về Giải thưởng Vàng và Bạc được giới thiệu trong một số hạng mục vì vậy nhiều sản phẩm có chất lượng hơn có thể được công nhận. Việc trao giải này đã ngưng vào năm 2015 .
Năm 2009, đã có các cuộc bình chọn công khai cho các giải thưởng nổi tiếng. Những giải thưởng này đã không được công bố hàng năm và đã chính thức ngưng trao giải vào năm 2015.
Các hạng mục trao giải cho các chương trình tạp kỹ đã được diễn ra vào năm 2015.

## Hạng mục

### Phim truyền hình
- Phim truyền hình hay nhất
- Nam diễn viên xuất sắc nhất
- Nữ diễn viên xuất sắc nhất
- Đạo diễn xuất sắc nhất
- Biên kịch xuất sắc nhất nhất
- Nam diễn viên phụ xuất sắc nhất phim truyền hình (từ năm 2015)
- Nữ diễn viên phụ xuất sắc nhất phim truyền hình (từ năm 2015)
- Phim truyền hình nước ngoài xuất sắc nhất
- Phim truyền hình miniseries nước ngoài xuất sắc nhất

### Truyền hình thực tế
- Show xuất sắc nhất (Mùa)
- Show xuất sắc nhất

### Phim tài liệu
- Phim tài liệu xuất sắc nhất (Series)
- Phim tài liệu xuất sắc nhất

### Phim hoạt hình
- Phim hoạt hình xuất sắc nhất
- Kịch bản phim hoạt hình xuất sắc nhất

### Không còn trao giải
- Đạo diễn nổi tiếng nhất
- Nam diễn viên nổi tiếng nhất
- Nữ diễn viên nổi tiếng nhất
- Nam diễn viên mới nổi nhất
- Nữ diễn viên mới nổi nhất
- Phim truyền hình xuất sắc nhất hay giải thưởng Vàng và Bạc cho Miniseries
- Chỉ đạo xuất sắc nhất (Phim truyền hình)
- Lời thoại xuất sắc nhất (Phim truyền hình)
- Nam diễn viên phim truyền hình xuất sắc nhất
- Nữ diễn viên phim truyền hình xuất sắc nhất
- Phim hoạt hình Trung Quốc xuất sắc nhất
- Phim hoạt hình nước ngoài xuất sắc nhất
- Phim tài liệu xuất sắc nhất châu Á
- Phim tài liệu về tự nhiên xuất sắc nhất
- Phim tài liệu về Xã hội xuất sắc nhất
- Đạo diễn phim tài liệu xuất sắc nhất
- Quay phim tài liệu xuất sắc nhất

## Liên hoan phim

### Lần 1
| Hạng mục                                     | Người đoạt giải |
| -------------------------------------------- | --------------- |
| Lần thứ nhất không có hạng mục nào được trao |                 |

### Lần 2
| Hạng mục                    | Người đoạt giải                     |
| Diễn ra vào năm 1988        | Diễn ra vào năm 1988                |
| --------------------------- | ----------------------------------- |
| Phim xuất sắc nhất          | Giám hộ (Australia)                 |
| Phim tài liệu xuất sắc nhất | 五平太流转 (Nhật Bản)               |
| Nam diễn viên xuất sắc nhất | Christopher Walken (战区目击者) Đức |
| Nữ diễn viên xuất sắc nhất  | 安盖丽娜·斯婕潘诺娃 (请记住我) Nga  |

### Lần 3
| Hạng mục                    | Người đoạt giải                                        |
| Diễn ra vào năm 1990        | Diễn ra vào năm 1990                                   |
| --------------------------- | ------------------------------------------------------ |
| Phim xuất sắc nhất          | 多叶之秋 (Pháp)                                        |
| Phim tài liệu xuất sắc nhất | 詹姆斯·伍滋 《我的名字叫比尔》美国华纳兄弟影片公司     |
| Nam diễn viên xuất sắc nhất | Vương Tần (结婚一年间) Hãng phim Thượng Hải            |
| Nữ diễn viên xuất sắc nhất  | (巴卡，丛林中的人们) Pittsburgh                        |
| Giải đặc biệt               | (巴人) Hiệp hội Văn hóa Quốc tế Trung Quốc tỉnh Hồ Bắc |

Lần 4
| Hạng mục                                | Người đoạt giải                                             |
| Diễn ra vào năm 1992                    | Diễn ra vào năm 1992                                        |
| --------------------------------------- | ----------------------------------------------------------- |
| Phim xuất sắc nhất                      | (Nắng mùa thu) (Pháp)                                       |
| Nam diễn viên xuất sắc nhất             | Kanpei Hazama (Nhật Bản)                                    |
| Nữ diễn viên xuất sắc nhất              | 艾丝特·娜琪卡洛希 (安娜·爱德丝) (Hungary)                   |
| Phim tài liệu xuất sắc nhất             | 《父亲从战场上的来信》 Kyushu Asahi Broadcasting            |
| Phim tài liệu ngắn xuất sắc nhất        | (Crossroads) Đài phát thanh Thượng Hải                      |
| Quay phim xuất sắc nhất                 | Có khủng long ở đây                                         |
| Giải thưởng đặc biệt (Phim truyền hình) | (Thiên đường của Luke) Công ty truyền hình Thụy Sĩ Sweetwer |
| Giải thưởng đặc biệt (Phim tài liệu)    | Hiệp hội xe                                                 |

### Lần 5
| Hạng mục                         | Người đoạt giải                                                   |
| Diễn ra vào năm 1994             | Diễn ra vào năm 1994                                              |
| -------------------------------- | ----------------------------------------------------------------- |
| Phim xuất sắc nhất               | (Last Days) 德国电视二台                                          |
| Đạo diễn xuất sắc nhất           | 通口昌弘 (Tuyết) (Nhật Bản)                                       |
| Nam diễn viên xuất sắc nhất      | Tôn Mẫn (赤日炎炎)Trung tâm sản xuất phim truyền hình Chiết Giang |
| Nữ diễn viên xuất sắc nhất       | Ingrid《仁慈的天使》Slovak Television                             |
| Phim tài liệu xuất sắc nhất      | (连体婴儿) Đài truyền hình Yorkshire                              |
| Quay phim xuất sắc nhất          | (茅沿河船夫) Đài truyền hình Thượng Hải                           |
| Phim tài liệu ngắn xuất sắc nhất | 金子光雄 (Não bộ và tư duy) (Nhật Bản)                            |
| Giải đặc biệt (Phim truyền hình) | (Nhật ký Ogura) Tổng công ty phát thanh truyền hình Tokyo         |

### Lần 6
| Hạng mục                                | Người đoạt giải                                                       |
| Diễn ra năm 1996                        | Diễn ra năm 1996                                                      |
| --------------------------------------- | --------------------------------------------------------------------- |
| Phim xuất sắc nhất                      | (Cá chép Koi) (Nhật Bản)                                              |
| Đạo diễn xuất sắc nhất                  | Ngô Thiên Qua (Trung Quốc)                                            |
| Nam diễn viên xuất sắc nhất             | Vương Chí Văn (Giống như mùa xuân) Công ty chế tác Thượng Hải Cầu Tác |
| Nữ diễn viên xuất sắc nhất              | Catherine Jacob (Cùng nhảy Mambo) France 2                            |
| Nam diễn viên phụ xuất sắc nhất         | Eric Frank Russell (Phòng cấp cứu) Warner Bros                        |
| Nữ diễn viên phụ xuất sắc nhất          | Trịnh Ái Lan (Thời gian của Khôi Tẫn) KBS                             |
| Phim tài liệu xuất sắc nhất             | Ngày mai sẽ tốt đẹp hơn (Japanese Television Network)                 |
| Phim tài liệu có hình ảnh xuất sắc nhất | 布列塔尼人和风暴 (Pháp)                                               |
| Phim tài liệu ngắn xuất sắc nhất        | 妈妈不在的冬天 (Thượng Hải TV)                                        |
| Giải đặc biệt                           | 时间的灰烬 (KBC)                                                      |
| Chương trình được xem nhiều nhất        | 魂归何处 (Thượng Hải TV)                                              |

### Lần 7
| Hạng mục                                         | Người đoạt giải                        |
| Diễn ra năm 1998                                 | Diễn ra năm 1998                       |
| ------------------------------------------------ | -------------------------------------- |
| Phim xuất sắc nhất                               | The Lost Children (Tây Đức)            |
| Đạo diễn xuất sắc nhất                           | 马蒂·盖斯乔纳克 通往黑暗的旅行         |
| Nam diễn viên xuất sắc nhất                      | Christopher Ebbers (The Lost Children) |
| Nữ diễn viên xuất sắc nhất                       | Tát Nhật Na (午夜有轨电车) (CCTV)      |
| Kịch bản xuất sắc nhất                           | Wolfgang Petersen (The Lost Children)  |
| Kỷ sảo xuất sắc nhất                             | L'allée du roi (Pháp)                  |
| Phim tài liệu nhân văn xuất sắc nhất             | 第三个清晨 (Nhật Bản)                  |
| Phim tài liệu nhân văn sáng tạo nhất             | 为爱而去……马上回来 (Israel)            |
| Phim tài liệu nhân văn có hình ảnh xuất sắc nhất | 织毯 (Iran)                            |
| Phim tài liệu tự nhiên xuất sắc nhất             | Vương quốc của gấu trắng lớn (Anh)     |
| Phim tài liệu tự nhiên sáng tạo nhất             | Rừng nguyên sinh cuối cùng (Ba Lan)    |
| Phim tài liệu tự nhiên có hình ảnh xuất sắc nhất | Rừng nguyên sinh cuối cùng (Ba Lan)    |
| Giải đặc biệt (Phim truyền hình)                 | 真情难舍 (Dragon TV)                   |
| Giải đặc biệt (Phim tài liệu)                    | Cuộc chiến vẫn chưa kết thúc (Italia)  |

### Lần 8
| Hạng mục                                          | Người đoạt giải                          |
| Diễn ra năm 2000                                  | Diễn ra năm 2000                         |
| ------------------------------------------------- | ---------------------------------------- |
| Phim tài liệu nhân văn xuất sắc nhất              | 一个叫做家的地方                         |
| Phim tài liệu tự nhiên xuất sắc nhất              | Hokkaido một người vào thiên đường (Anh) |
| Giải đặc biệt (Phim tài liệu)                     | Đền với gió (Nga)                        |
| Phim tài liệu nhân văn sáng tạo nhất              | Lieber Pera (Israel)                     |
| Phim tài liệu tự nhiên sáng tạo nhất              | 超越自然动物感官的特异功能 (Anh)         |
| Phim tài liệu nhân văn cò hình ảnh xuất sắc nhất  | Đền với gió (Nga)                        |
| Phim tài liệu cảnh quan thiên nhiên xuất sắc nhất | Chim biển (Canada)                       |
| Phim xuất sắc nhất                                | 波波小姐 (Pháp)                          |
| Giải đặc biệt (Phim truyền hình)                  | A đào (Trung Quốc) Táo động (Israel)     |
| Đạo diễn xuất sắc nhất                            | Daniel Alfredson (The Witch's Call)      |
| Kịch bản xuất sắc nhất                            | Maarten Cornelis "Martin" Jol (前一天)   |
| Nam diễn viên xuất sấc nhất                       | 里诺·班费 (飞吧，嗅嗅)                   |
| Nữ diễn viên xuất sắc nhất                        | Trần Cẩn (相依年年) (CCTV)               |
| Kỷ sảo xuất sắc nhất                              | The Railway Children (Anh)               |

### Lần 23
| Hạng mục                                  | Người đoạt giải                                   |
| Diễn ra năm 2017                          | Diễn ra năm 2017                                  |
| ----------------------------------------- | ------------------------------------------------- |
| Giải đặc biệt                             | Hải Đường y cựu, Nguyên soái Bành Đức Hoài        |
| Phim xuất sắc nhất                        | Hảo gia hỏa                                       |
| Đạo diễn xuất sắc nhất                    | Thẩm Nghiêm, Lưu Hải Ba (Quan hệ kiểu Trung Quốc) |
| Biên kịch xuất sắc nhất                   | Trương Lôi (Quan hệ kiểu Trung Quốc)              |
| Nam diễn viên xuất sắc nhất               | Trương Dịch (Lông gà bay lên trời)                |
| Nữ diễn viên xuất sắc nhất                | Ân Đào (Lông gà bay lên trời)                     |
| Nam diễn viên phụ xuất sắc nhất           | Ngô Cương, Trương Chí Kiên                        |
| Nữ diễn viên phụ xuất sắc nhất            | Quan Hiểu Đồng                                    |
| Phim miniseries nước ngoài xuất sắc nhất  | Landgericht                                       |
| Phim truyền hình nước ngoài xuất sắc nhất | Người ngoại tộc 3                                 |

### Lần 27
| Hạng mục                                  | Người đoạt giải                      |
| Diễn ra năm 2021                          | Diễn ra năm 2021                     |
| ----------------------------------------- | ------------------------------------ |
| Phim xuất sắc nhất                        | Sơn Hải Tình                         |
| Đạo diễn xuất sắc nhất                    | Trương Vĩnh Tân (Niên Đại Thức Tỉnh) |
| Biên kịch xuất sắc nhất                   | Long Bình Bình (Niên Đại Thức Tỉnh)  |
| Nam diễn viên xuất sắc nhất               | Vu Hoà Vĩ (Niên Đại Thức Tỉnh)       |
| Nữ diễn viên xuất sắc nhất                | Đồng Dao (Ba Mươi Mà Thôi)           |
| Nam diễn viên phụ xuất sắc nhất           | Vưu Dũng Trí (Sơn Hải Tình)          |
| Nữ diễn viên phụ xuất sắc nhất            | Hoàng Nghiêu (Sơn Hải Tình)          |
| Phim miniseries nước ngoài xuất sắc nhất  | The Investigation - Đan Mạch         |
| Phim truyền hình nước ngoài xuất sắc nhất | This Is Us, Season 5 - Hoa Kỳ.       |
| Mỹ thuật xuất sắc nhất                    | Để Côn - <Lưu Kim Tuế Nguyệt>        |
| Gameshow hay nhất                         | Điển Tịch Trung Quốc                 |
| Nhiếp ảnh đẹp nhất                        | Dương Chấn Vũ <Sơn Hải Tình>         |

### Lần 28 (2023)
| Hạng mục                                  | Đề cử | Đoạt giải |
| ----------------------------------------- | --- | --------- |
| Phim xuất sắc nhất                        | 1. Khai Đoan (Đạo diễn: Tôn Mặc Long, Lưu Hồng Nguyên, Toán. Diễn viên: Bạch Kính Đình, Triệu Kim Mạch) 2. Lạp tội đồ giám (Đạo diễn: Hình Kiện Quân. Diễn viên: Đàn Kiện Thứ, Kim Thế Giai) 3. Đường Triều Quỷ Sự Lục (Đạo diễn: Bách Bân, Tín Bằng. Diễn viên: Dương Chí Cương, Dương Húc Văn) 4. Tiếng vọng (Đạo diễn: Phùng Tiểu Cương. Diễn viên: Tống Giai, Vương Dương) 5. Tinh Hán Xán Lạn - Nguyệt Thăng Thương Hải (Đạo diễn: Phí Chấn Tường. Diễn viên: Ngô Lỗi, Triệu Lộ Tư) 6. Tam Duyệt có công việc mới (Đạo diễn: Lý Mạc. Diễn viên: Châu Y Nhiên, Dương Tân Minh) 7. Thương Lan quyết (Đạo diễn: Y Tranh. Diễn viên: Vương Hạc Đệ, Ngu Thư Hân). |           |
| Đạo diễn xuất sắc nhất                    | |           |
| Biên kịch xuất sắc nhất                   | |           |
| Nam diễn viên xuất sắc nhất               | - Quách Kinh Phi phim Đối Thủ - Hồ Ca phim Huyện Uỷ Đại Viện - Lôi Giai Âm phim Nhân Thế Gian - Trương Dịch phim Cuồng Phong - Chu Nhất Long phim Kẻ Phản Nghịch |           |
| Nữ diễn viên xuất sắc nhất                | - Tôn Lệ phim Thành Phố Lý Tưởng - Đàm Trác phim Đối Thủ - Ngô Việt phim Huyện Uỷ Đại Viện - Ân Đào phim Nhân Thế Gian - Triệu Lệ Dĩnh phim Gió Thổi Bán Hạ |           |
| Nam diễn viên phụ xuất sắc nhất           | - Đinh Dũng Đại phim Nhân Thế Gian - Ninh Lí phim Đối Thủ - Vương Cảnh Xuân phim Cảnh Sát Vinh Dự - Vương Kiêu phim Huyện Uỷ Đại Viện - Vương Dương phim Kẻ Phản Nghịch |           |
| Nữ diễn viên phụ xuất sắc nhất            | - Hoàng Tiểu Lôi phim Nhân Thế Gian - Lưu Đan phim Khai Đoan - Nhậm Tố Tịch phim Tôi Ở Nơi Xứ Người Rất Tốt - Tát Nhật Na phim Nhân Thế Gian - Nhan Bính Yến phim Đối Thủ |           |
| Phim miniseries nước ngoài xuất sắc nhất  | |           |
| Phim truyền hình nước ngoài xuất sắc nhất | |           |
| Mỹ thuật xuất sắc nhất                    | |           |
| Gameshow hay nhất                         | |           |